# Assoziiertes Unternehmen
Ein Unternehmen ist für ein anderes Unternehmen (Investor) ein assoziiertes Unternehmen, wenn der Investor auf das assoziierte Unternehmen einen maßgeblichen jedoch keinen beherrschenden Einfluss ausübt.  Der Begriff des assoziierten Unternehmens wird in der Rechnungslegung, insbesondere in der Konzernrechnungslegung verwendet.  Die Beteiligungen an und die Geschäftsbeziehungen zu diesen Unternehmen werden im Konzernabschluss des Investors grundsätzlich nach der Equitymethode bilanziert. Der Terminus „assoziiertes Unternehmen“  wird insbesondere von den International Financial Reporting Standards (IAS 28), den deutschen handelsrechtlichen Vorschriften (§ 311 HGB) und dem österreichischen Unternehmensgesetzbuch (§ 263 UGB)  verwendet.

## Definition des assoziierten Unternehmens
Ein assoziiertes Unternehmen bezeichnet die Eigenschaft, die ein Unternehmen für ein anderes Unternehmen (Investor) hat. Ein Unternehmen ist deshalb nie für sich allein ein assoziiertes Unternehmen. Der Investor muss einen maßgeblichen jedoch keinen beherrschenden Einfluss auf das assoziierte Unternehmen haben. Damit kann ein Unternehmen ein assoziiertes Unternehmen mehrerer Unternehmen (Investoren) sein. Das deutsche Handelsgesetzbuch und das österreichische Unternehmensgesetzbuch verlangen zusätzlich, dass der Investor eine Beteiligung an dem assoziierten Unternehmen hält. Unternehmen, die als Gemeinschaftsunternehmen in den Konzernabschluss einbezogen werden, sind keine assoziierten Unternehmen. Ob nicht vollkonsolidierte Tochterunternehmen und nicht quotal einbezogene Gemeinschaftsunternehmen assoziierte Unternehmen im weiteren Sinn sind, wird unterschiedlich gesehen.
Ein Investor hat einen „maßgeblichen Einfluss“ auf ein anderes Unternehmen, wenn er zwar die Möglichkeit hat an Entscheidungen über die Finanz- und Geschäftspolitik des Unternehmens mitzuwirken, er jedoch dieses Unternehmen nicht beherrschen kann. Zur Konkretisierung dieser Definition wurden mehrere Indikatoren entwickelt, die einzeln oder zusammen anzeigen sollen, dass ein maßgeblicher Einfluss vorliegt. Verbreitete Indikatoren sind:
- Der Investor hat einen Vertreter im Geschäftsführungs- und/oder Aufsichtsratsorgan oder einem gleichartigen Leitungsgremium des Beteiligungsunternehmens,
- zwischen den Anteilseignern und dem Beteiligungsunternehmen bestehen wesentliche Geschäftsbeziehungen,
- der Investor nimmt an den Entscheidungsprozessen des assoziierten Unternehmens teil,
- zwischen Investor und assoziiertem Unternehmen wird Führungspersonal ausgetauscht,
- der Investor stellt dem assoziierten Unternehmen bedeutende technische Informationen zur Verfügung.

Für den Fall, dass einem Investor  mindestens 20 % und weniger als 50 % der Stimmrechte einem assoziierten Unternehmen zustehen, vermuten alle Rechnungslegungssysteme, dass der Investor einen maßgeblichen Einfluss auf das assoziierte Unternehmen hat. Abhängig vom Rechnungslegungssystem werden Stimmrechte hinzugezählt, die über Tochterunternehmen ausgeübt werden. Ferner werden bei der Bilanzierung nach den IFRS (IAS 28.8) auch bestimmte potentielle Stimmrechte mitgerechnet.  Kann der Investor beweisen, dass er entgegen der Vermutung doch keinen maßgeblichen Einfluss ausübt oder ausüben kann, braucht er die Equitymethode nicht anwenden. Auch wenn der Investor weniger als 20 % der Stimmrechte hat, kann ein maßgeblicher Einfluss vorliegen, was sich durch Vorliegen einer oder mehrerer der oben genannten Indikatoren zeigen kann.

## Darstellung der assoziierten Unternehmen im Konzernabschluss des Investors
Die Klassifikation eines Unternehmens als assoziiertes Unternehmen hat insbesondere für den Konzernabschluss des Investors Auswirkungen. Dort sind Beteiligungen an assoziierten Unternehmen und die Geschäftsbeziehungen zu diesen Unternehmen in der Regel nach der Equitymethode zu bilanzieren. Ferner sind die Beteiligungen an assoziierten Unternehmen im Konzernabschluss gesondert auszuweisen.
Im Konzernanhang muss der Investor die wesentlichen assoziierten Unternehmen mit Namen, Sitz und Beteiligungsquote angeben.